# Râul Valea Cetății, Sibiel
Râul Valea Cetății este un curs de apă, afluent al râului Sibiel. 